# Charles François de Bosc de la Calmette
Charles François de Bosc de la Calmette (født 1710 i Maastricht, død 1781) var en hollandsk diplomat, far til Charles Louis og Antoine de Bosc de la Calmette.
Han blev officer i Schweiz og fik i 1751 borgerbrev i Lausanne og Bern. Han var gift med Antoinette Elisabeth de Godin fra Utrecht (1719-1759), enke efter Jacques Antoine Richier de la Colombiére.
Som diplomat i Lissabon oplevede han det store jordskælv i 1755, hvor guvernanten reddede familiens to små sønner ud af det brændende hus.
I 1759 udnævntes Calmette til hollandsk ministerresident i København, hvor hans hustru samme år døde. I 1761 købte han af Olfert Fischers enke dennes gård Lille Strandstræde 20, København, og i 1777 købte han af Magnus Beringskjold dennes ejendom Nygård på Møn, som blev kaldt Marienborg efter Beringskjolds hustru.